# Adi Pratama
Adi Pratama (sinh ngày 11 tháng 5 năm 1990) là một vận động viên cầu lông người Áo gốc Indonesia. Vào tháng 12 năm 2013, anh trở thành trợ lý huấn luyện viên của Hiệp hội cầu lông Áo (Österreichischer Badminton Verband) cho nội dung đơn nam.

## Thành tích thi đấu

### BWF International Challenge / Series
Đơn nam
| Năm  | Giải đấu               | Đối thủ                 | Tỉ số                  | Kết quả |
| ---- | ---------------------- | ----------------------- | ---------------------- | ------- |
| 2014 | Polish International   | Michał Rogalski         | 9–11, 11–8, 6–11, 7–11 | Á quân  |
| 2015 | Romanian International | Indra Bagus Ade Chandra | 12–10, 11–6, 11–9      | Vô địch |
| 2016 | Slovenia International | Kieran Merrilees        | 14–21, 16–21           | Á quân  |
| 2017 | Slovenia International | Erik Meijs              | 14–21, 21–14, 17–21    | Á quân  |

     BWF International Challenge
     BWF International Series
     BWF Future Series